# NGC 7519
NGC 7519 é uma galáxia espiral (Sb) localizada na direcção da constelação de Pegasus. Possui uma declinação de +10° 46' 18" e uma ascensão recta de 23 horas, 13 minutos e 11,2 segundos.
A galáxia NGC 7519 foi descoberta em 5 de Outubro de 1864 por Albert Marth.